# 破五節

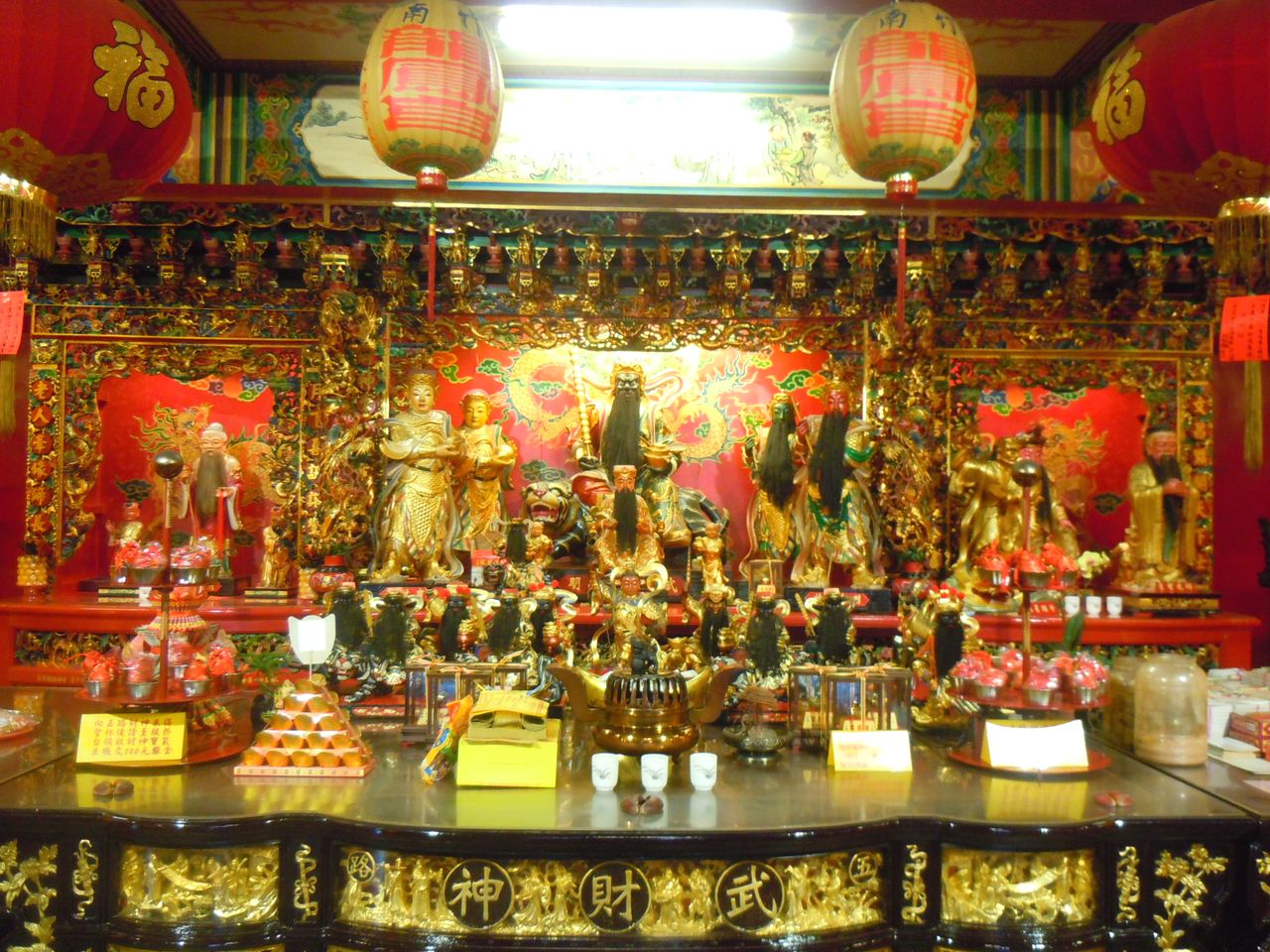
正月初五相傳為武財神趙公明下凡日之一

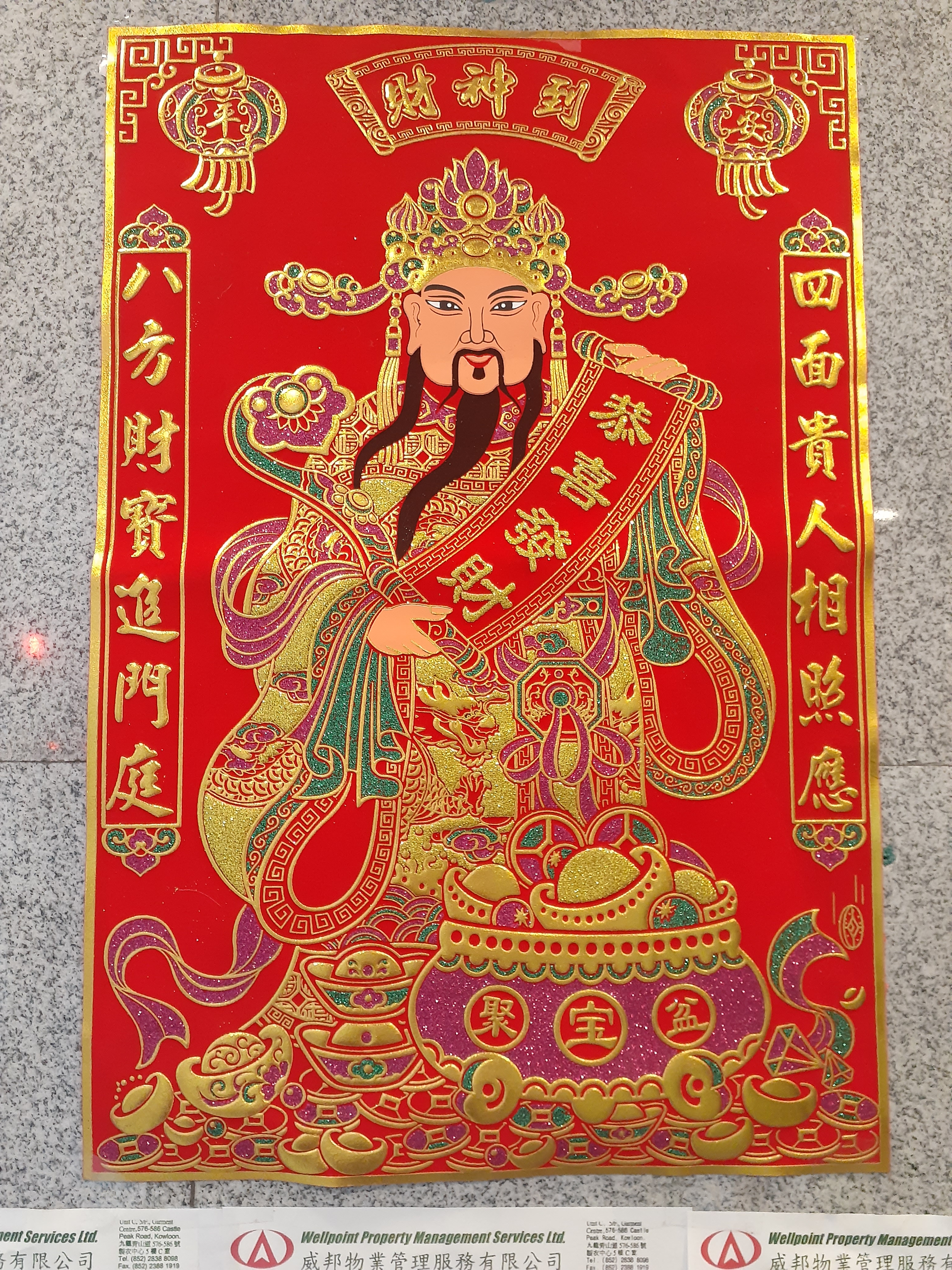

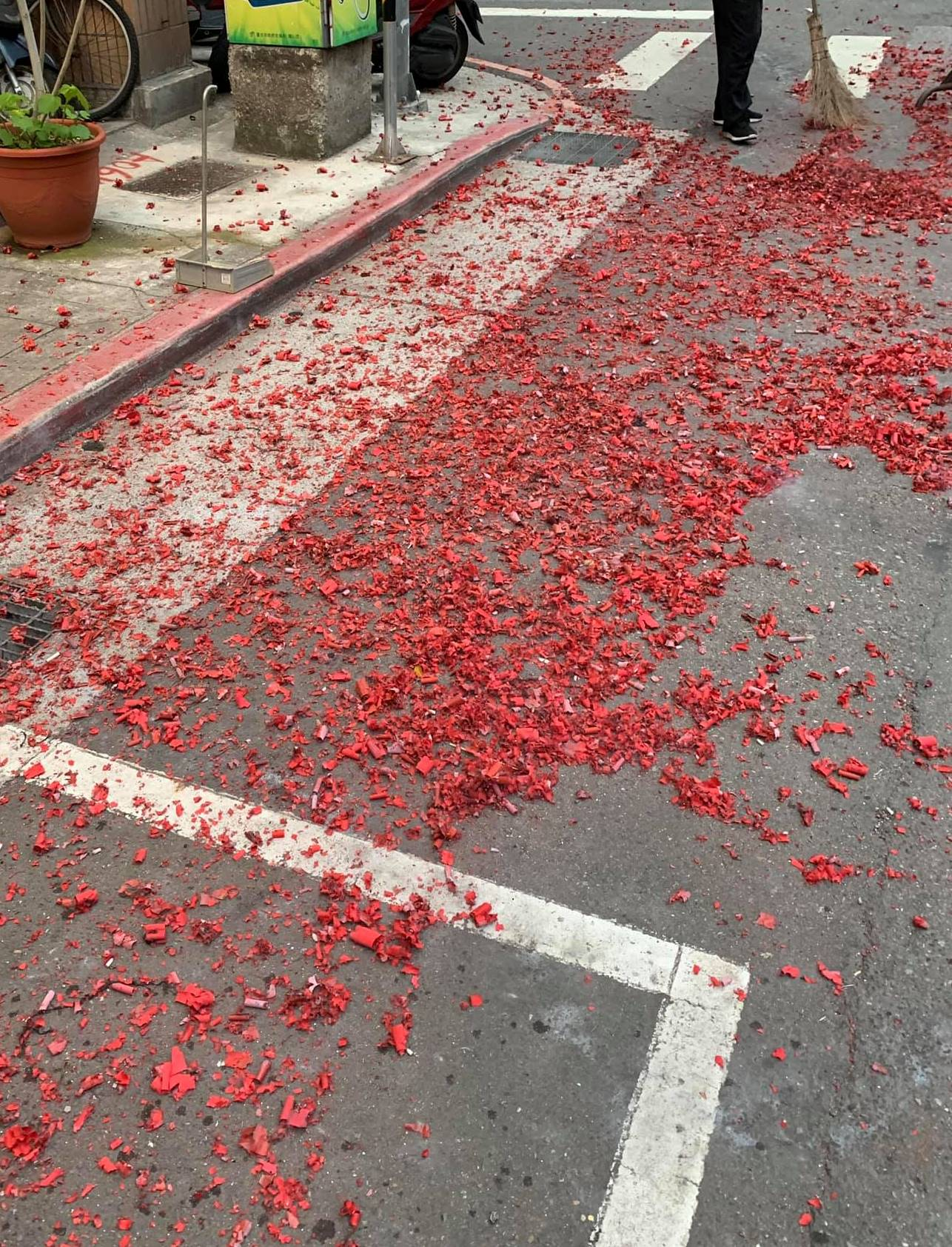
開市（開工）所施放鞭炮後的鞭炮屑裝成袋可聚積財富

初五隔開，中華傳統節日之一，指每年農曆正月初五，根據東亞傳統習俗，當日為新春假期結束，開始工作的日子。因為正月初一至正月初四的諸多禁忌，在此日全破，故北方稱「破五」，另外因為隔開了春節假期，神桌上的糕點撤供，新春的禁忌取消，又稱為初五隔開。

## 習俗

### 迎財神、開工
臺灣及香港的公司行號，多將今日定為春節後的「開工日」或「開市日」，並不需要看黃曆、通書擇日。今日有些較為講究的公司行號，會在元宵節以前，另擇「黃道吉日」舉行開工祭祀儀式，並舉行新春團拜，或者集飲春酒。

### 解除禁忌
正月初一至初四不許掃地、倒垃圾，認為這樣會減少福份。故今日必須大掃除、倒垃圾（又稱“送穷”，財神下凡，自然送走“穷困”了）。

### 各地特有習俗
北方人會在此日喫饺子（象徵元寶）。還有些地方的人會吃發菜並且放鞭炮。江浙及上海一带多称這一天为小年，家族團聚。